# دانيو كوانغبني
دانيو كوانغبني (الاسم العلمي:Danio quangbinhensis) هو نوع من الأسماك يتبع جنس الدانيو من فصيلة الشبوطيات.